# Aşağıdüzmeydan, Taşlıçay
Aşağıdüzmeydan là một xã thuộc huyện Taşlıçay, tỉnh Ağrı, Thổ Nhĩ Kỳ. Dân số thời điểm năm 2011 là 482 người.